# MTV Movie Awards 2005
14. gala MTV Movie Awards odbyła się 4 czerwca 2005 roku w Shrine Auditorium w Los Angeles. Uroczystość prowadził Jimmy Fallon.
Podczas gali wystąpili Mariah Carey, Eminem, Foo Fighters, Yellowcard.
Specjalną nagrodę, Silver Bucket of Excellence, otrzymał film Klub winowajców z 1985 roku. Tom Cruise otrzymał przyznawaną po raz pierwszy MTV Generation Award. Laureatów obu nagród wybrała publiczność. MTV Movie Awards za 2004 rok zapamiętane zostały także przez zespół Nine Inch Nails, który wycofał się z udziału w gali ze względów politycznych.
Dodano także nową kategorię: najbardziej przerażający aktor. Przed właściwą galą przyznano także nagrody w kategoriach: najlepsza gra komputerowa na podstawie filmu i najlepsza scena akcji.

## Nominacje

### Najlepszy film
- Napoleon Wybuchowiec
- Kill Bill II
- Iniemamocni
- Spider-Man 2
- Ray

### Najlepszy aktor
- Leonardo DiCaprio – Aviator
- Jamie Foxx – Ray
- Will Smith – Hitch: Najlepszy doradca przeciętnego faceta
- Brad Pitt – Troja
- Matt Damon – Krucjata Bourne’a

### Najlepsza aktorka
- Lindsay Lohan – Wredne dziewczyny
- Uma Thurman – Kill Bill II
- Hilary Swank – Za wszelką cenę
- Rachel McAdams – Pamiętnik
- Natalie Portman – Powrót do Garden State

### Najlepszy występ komediowy
- Dustin Hoffman – Poznaj moich rodziców
- Antonio Banderas – Shrek II
- Will Ferrell – Legenda telewizji
- Ben Stiller – Zabawy z piłką
- Will Smith – Hitch: Najlepszy doradca przeciętnego faceta

### Najlepszy ekranowy zespół
- Lindsay Lohan, Rachel McAdams, Lacey Chabert, Amanda Seyfried – Wredne dziewczyny
- Craig T. Nelson, Holly Hunter, Spencer Fox, Sarah Vowell – Iniemamocni
- Will Ferrell, Paul Rudd, D. Koechner, Steve Carell – Legenda telewizji
- Vince Vaughn, Christine Taylor, Justin Long, Alan Tudyk, Stephen Root, Joel David Moore, Chris Williams – Zabawy z piłką
- John Cho, Kal Penn – O dwóch takich, co poszli w miasto

### Najlepszy czarny charakter
- Ben Stiller – Zabawy z piłką
- Tom Cruise – Zakładnik
- Rachel McAdams – Wredne dziewczyny
- Jim Carrey – Lemony Snicket: Seria niefortunnych zdarzeń
- Alfred Molina – Spider-Man 2

### Najlepsza męska rola przełomowa
- Jon Heder – Napoleon Wybuchowiec
- Tim McGraw – Światła stadionów
- Zach Braff – Powrót do Garden State
- Freddie Highmore – Marzyciel
- Tyler Perry – Z pamiętnika wściekłej żony

### Najlepsza żeńska rola przełomowa
- Rachel McAdams – Wredne dziewczyny
- Ashanti – Trener
- Elisha Cuthbert – Dziewczyna z sąsiedztwa
- Bryce Dallas Howard – Osada
- Emmy Rossum – Pojutrze

### Najlepszy filmowy pocałunek
- Rachel McAdams i Ryan Gosling – Pamiętnik
- Natalie Portman i Zach Braff – Powrót do Garden State
- Gwyneth Paltrow i Jude Law – Sky Kapitan i świat jutra
- Jennifer Garner i Natassia Malthe – Elektra
- Elisha Cuthbert i Emile Hirsch – Dziewczyna z sąsiedztwa

### Najlepsza walka
- Uma Thurman kontra Daryl Hannah – Kill Bill II
- walka ekipy wiadomości telewizyjnych – Legenda telewizji
- Brad Pitt kontra Eric Bana – Troja
- Zhang Ziyi kontra strażnicy cesarza – Dom Latających Sztyletów

### Najlepszy występ muzyczny w filmie
- Jon Heder – Napoleon Wybuchowiec
- Jennifer Garner i Mark Ruffalo – Dziś 13, jutro 30
- Will Ferrell, Paul Rudd, D. Koechner, Steve Carell – Legenda telewizji
- John Cho i Kal Penn – O dwóch takich, co poszli w miasto

### Najbardziej przerażający występ
- Dakota Fanning – Siła strachu
- Cary Elwes – Piła
- Sarah Michelle Gellar – The Grudge – Klątwa
- Jennifer Tilly – Laleczka Chucky: Następne pokolenie
- Mýa – Przeklęta

## Przyznane przed galą

### Najlepsza gra komputerowa na podstawie filmu
- The Chronicles of Riddick: Escape from Butcher Bay
- Spider-Man 2
- Van Helsing
- Harry Potter i więzień Azkabanu
- Iniemamocni

### Najlepsza scena akcji
- zagłada Nowego Jorku – Pojutrze
- walka w metrze – Spider-Man 2
- katastrofa samolotu w Beverly Hills – Aviator
- pościg samochodowy ulicamy Moskwy – Krucjata Bourne’a
- pogoń za terrorystami na pustyni – Ekipa Ameryka: Policjanci z jajami